# 川鄂獐耳细辛
川鄂獐耳细辛（学名：Hepatica henryi）为毛茛科獐耳细辛属下的一个种。

## 扩展阅读
- 維基物種上的相關：川鄂獐耳细辛